# Bergkirche Laudenbach

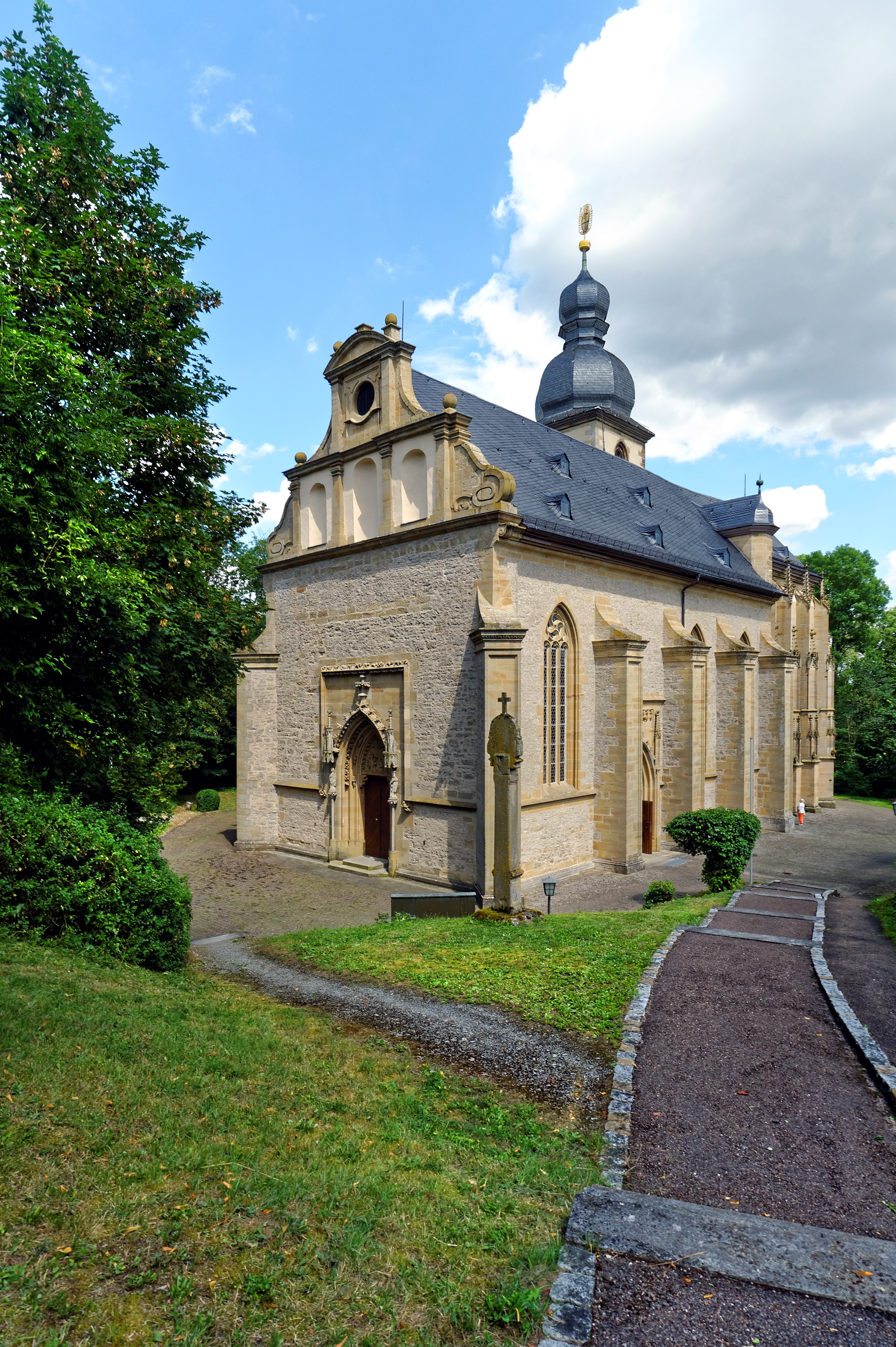
Die Bergkirche zur Schmerzhaften Muttergottes

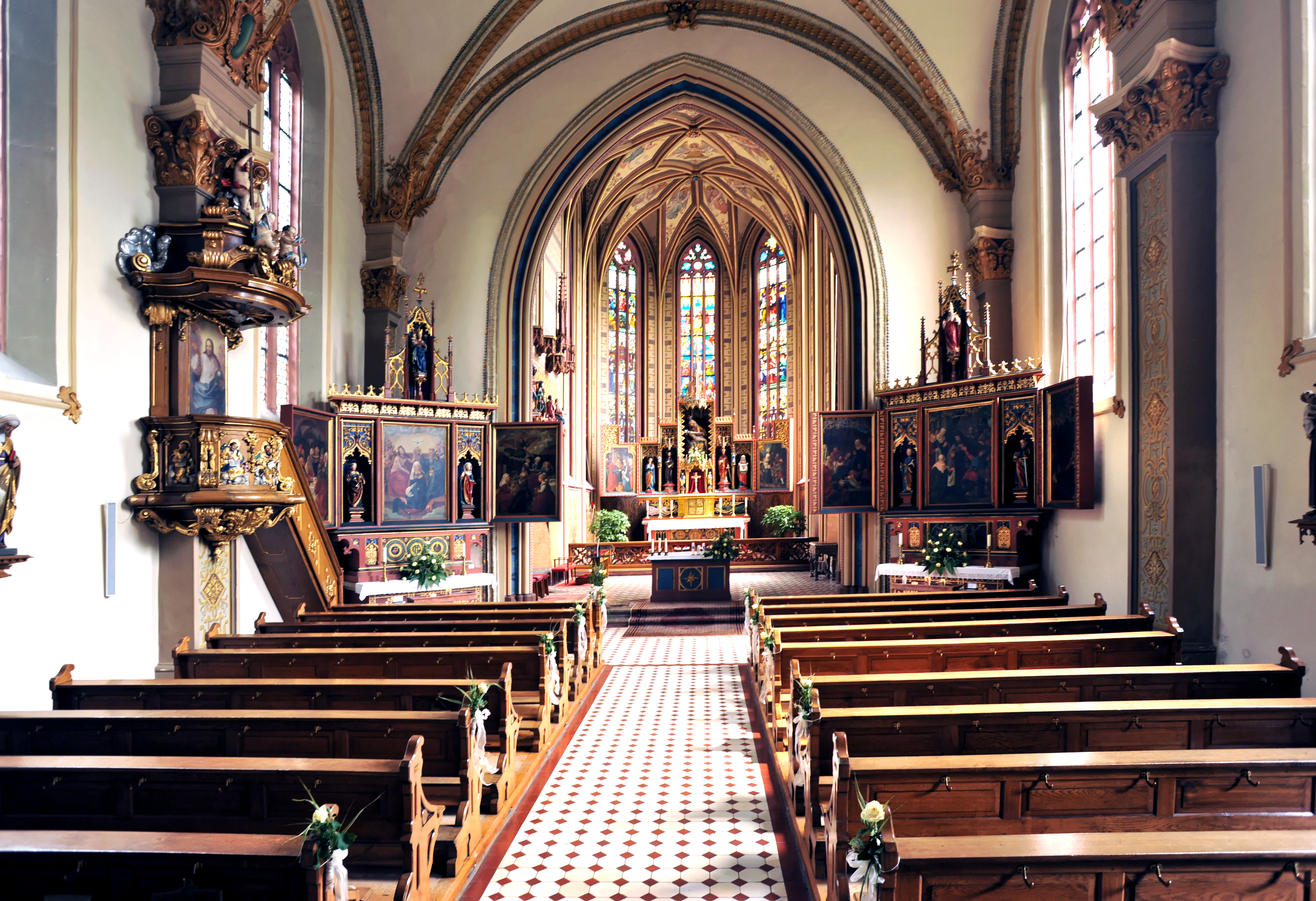
Blick in die Bergkirche

Die Bergkirche zur Schmerzhaften Muttergottes ist eine Wallfahrtskirche bei Laudenbach, einem Ortsteil von Weikersheim im Main-Tauber-Kreis. Sie liegt westlich von Laudenbach am Ende eines Kreuzweges. Das Gebäude birgt Kunstschätze.

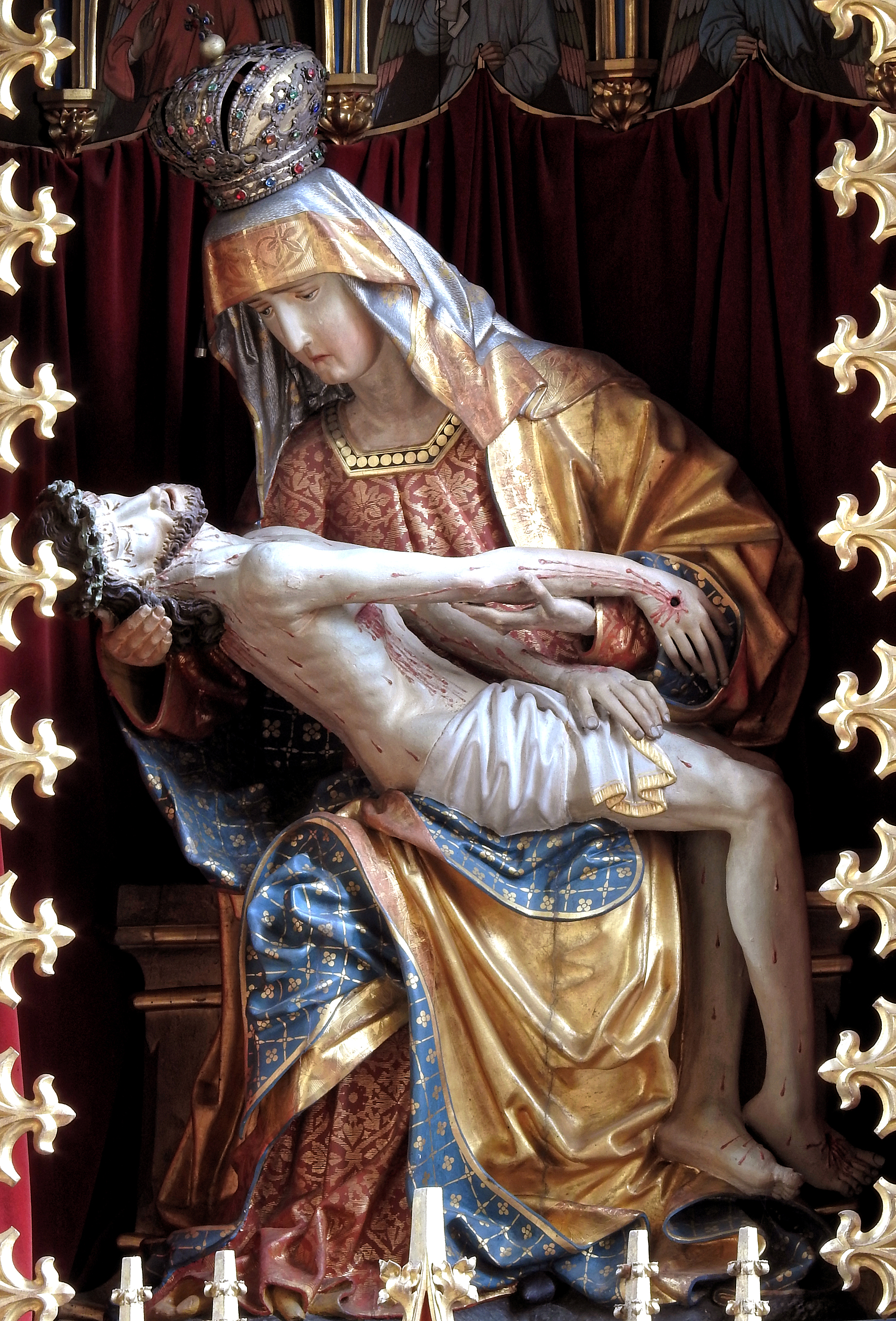
Das Gnadenbild in der Bergkirche

## Geschichte
Der Bau des Gotteshauses wurde durch die örtlichen Herren von Finsterlohe initiiert, die Grundsteinlegung erfolgte 1412. Im Jahre 1421 wurde „die Capella im hohen Holz“ von Papst Martin V. der Pfarrei Laudenbach zugeschlagen, die Originalurkunde befindet sich heute im Staatsarchiv in Stuttgart. Geweiht wurde die Kirche 1459 durch den Würzburger Bischof Johann III. von Grumbach.

## Ausstattung

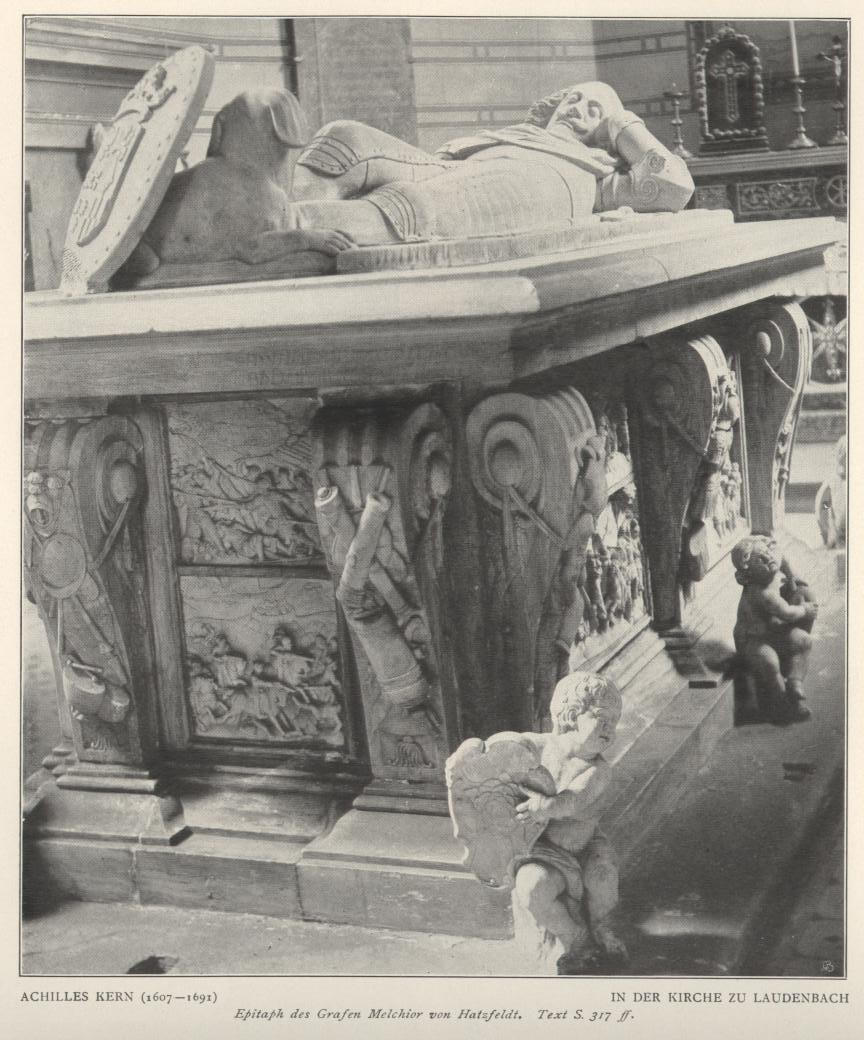
Herzgrabmal Melchior von Hatzfeldts in der Bergkirche Laudenbach

Das Gebäude birgt eine Reihe von Kunstschätzen, so etwa eine Gruppe der Anbetung der Heiligen Drei Könige von Schülern Tilman Riemenschneiders, die Orgel von Johann Philipp Seuffert (1723) und das Gnadenbild der Schmerzensmutter eines unbekannten Künstlers (vermutlich 15. Jahrhundert). Besonders erwähnenswert ist auch die 1685 von Achilles Kern geschaffene Alabastertumba für das Herz von Melchior Friedrich Gottfried Graf von Gleichen und Hatzfeldt.

## Kreuzweg

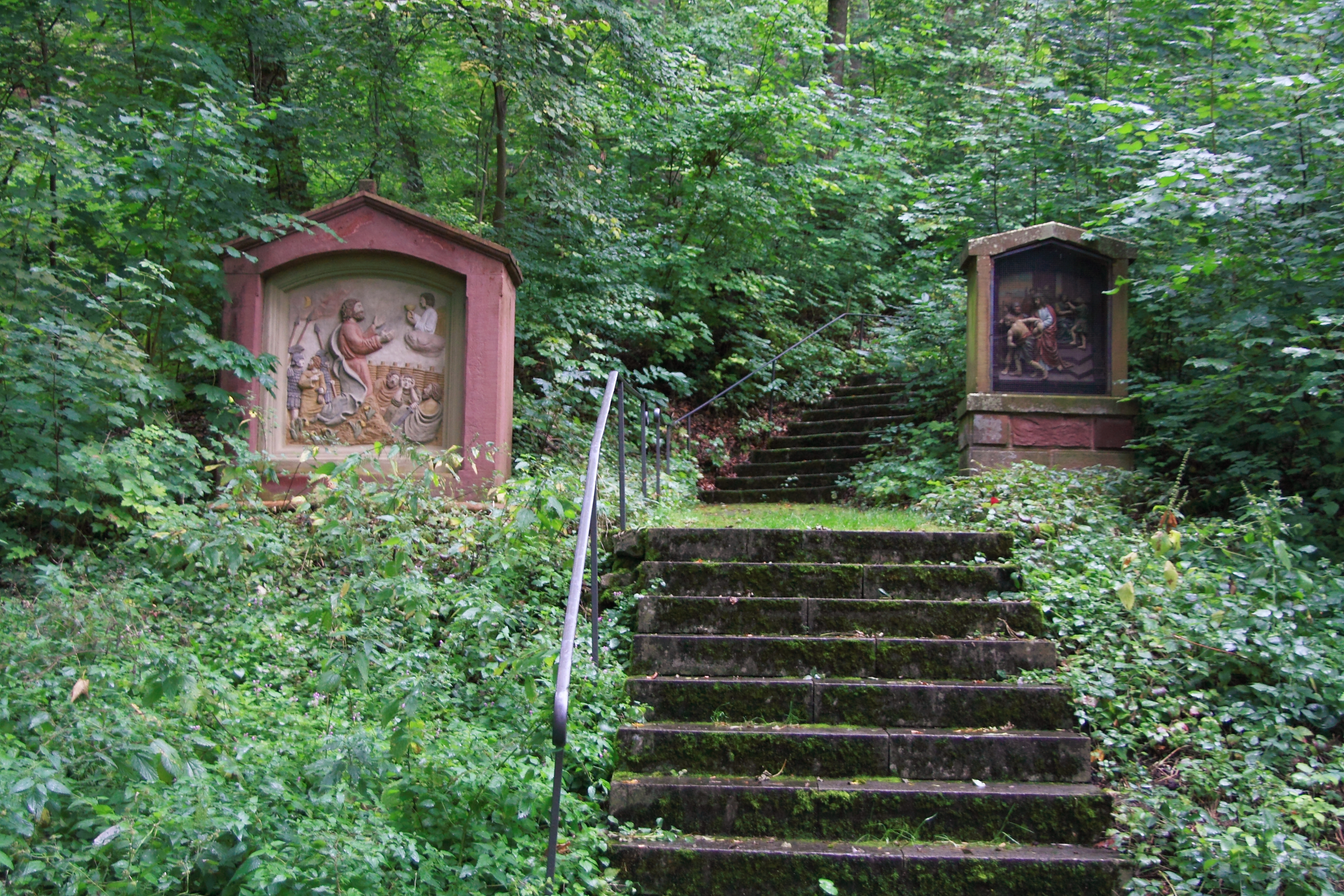
Beginn des Laudenbacher Kreuzweges zur Bergkirche

Zur Laudenbacher Bergkirche führt ein Kreuzweg mit 14 Stationen.

## Sonstiges
Die Bergkirche Laudenbach inspirierte Eduard Mörike am 29. Mai 1845 zu seinem Gedicht Bei der Marien-Bergkirche von L..